# مرقد السيد إسماعيل
مرقد السيد إسماعيل (بالفارسية: امامزاده سید اسماعیل) هو مرقد شيعي تاريخي يعود إلى قرن 9 وقرن 13 الهجري، ويقع في طهران.